# Habralebra panamensis
Habralebra panamensis är en insektsart som beskrevs av Young 1957. Habralebra panamensis ingår i släktet Habralebra och familjen dvärgstritar. Inga underarter finns listade i Catalogue of Life.